# Думская улица (Санкт-Петербург)
Ду́мская улица — улица в Центральном районе Санкт-Петербурга. Проходит от Невского проспекта до улицы Ломоносова.
Параллельно ей, между Перинными рядами и Гостиным двором, проходит Перинная линия, которая до рубежа 1800-х годов и в 1963—2000 годах составляла единое пространство с Думской улицей.

## История
В первой половине XVIII века на месте улицы протекал пересекавший Невский проспект Глухой проток, засыпанный в 1739 году. В докладе Комиссии о санкт-петербургском строении от 20 августа 1739 года улице, которую планировалось довести от Невской перспективы (ныне Невский проспект) до современного Мучного переулка, было присвоено имя Конская. Точное происхождение наименования не установлено; возможно, в той части Морского рынка (между нынешними улицей Ломоносова и Мучным переулком), через который должна была проходить улица, предполагалось организовать торговлю лошадьми. Фактически это её наименование не употреблялось, и до Мучного переулка улица никогда не доходила. В 1776 году у улицы появляется другое название — Гостиная, по Гостиному двору, строительство которого началось в 1761 году.
На рубеже 1800-х годов вдоль улицы по проекту Дж. Кваренги было построено здание торговых Перинных рядов (названные так от продажи в некоторых лавках птичьего пера), разделившее её на две части. Часть улицы, проходившая рядом со зданием городской думы, в 1821 году получила название Думная (с 1836 — Думская), а часть у Гостиного двора позднее стала Перинной линией.
К торцу Перинных рядов со стороны Невского проспекта в 1802—1806 годах был пристроен шестиколонный дорический портик, выполненный по проекту архитектора Л. Руска («портик Перинных рядов» или «портик Руска»). В 1860—1861 годах перед портиком по проекту архитектора А. М. Горностаева была построена часовня Христа Спасителя Гуслицкого Спасо-Преображенского монастыря, снесённая в 1929 году.
В 1963 году, в процессе строительства станции метро «Невский проспект», Перинные ряды были разобраны, и Думская улица объединилась с Перинной линией. В 1971—1972 годах портик Руска был возведён заново (по проекту арх. М. И. Толстова, с несколько изменёнными пропорциями), и в нём открыли театральные кассы. В 2000—2002 годах здание Перинных рядов было восстановлено.
В начале XXI века Думская, наряду с Конюшенной площадью превратилась в клубный центр города. На ней, и прилегающей улице Ломоносова расположено более 20 ночных клубов и баров, преимущественно андеграундной направленности. Трансформация Думской в «клубный квартал» началась в 2004 году с открытия бара «Дача» — первого питейного заведения на этой улице, которое, сменив несколько владельцев, просуществовало до 2018 года. Первые появившиеся на Думской бары — «Дача», «Фидель» и «Белград». С 8 августа 2019 года Думская улица по выходным и праздничным дням является пешеходной зоной.

## Здания
- Дом № 1—3 — здание городской думы.
- Дом № 2 — портик Руска.
- Дом № 4 — Перинные ряды.
- Дом № 7 (наб. канала Грибоедова, 24) — доходный дом В. А. Ратькова-Рожнова (1886—1888, арх. Сюзор П. Ю.).
- Дом № 9 (ул. Ломоносова, 2 / наб. канала Грибоедова, 26) — Малый Гостиный двор.